# 27. U-Flottille
Die 27. Unterseebootsflottille, kurz 27. U-Flottille, war ein militärischer Verband der deutschen Kriegsmarine im Zweiten Weltkrieg.

## Geschichte
Gebildet wurde die Flottille im Januar 1940 als „Taktische U-Boots-Frontausbildungs-Flottille“, zuständig für die taktische Ausbildung der U-Boot-Besatzungen. Sie wurde im Juli 1940 in „27. U-Flottille“ umbenannt. Ab 1941 unterstand ihr auch die Ausbildungsgruppe für italienische U-Boote. Stützpunkt der Flottille war bis zu ihrer Auflösung im März 1945 Gotenhafen. Begleitschiff der Flottille war ab Mai 1940 die Waldemar Kophamel; das Schiff wurde am 18. Dezember 1944 in Gotenhafen durch britische Fliegerbomben versenkt.
Die Flottille hatte außer dem Versuchs- und Schulboot UD 4 keine eigenen U-Boote, sondern diese kamen von den einzelnen Flottillen zur Ausbildung nach Gotenhafen. Bei der 27. Flottille erhielten die Besatzungen neu in Dienst gestellter U-Boote nach Beendigung ihrer Schießausbildung ihre taktische Ausbildung. Neben weiterer gefechtsmäßiger Ausbildung wie z. B. Alarmtauchen oder Bootsbedienung bei Totalausfall der Beleuchtung wurden schließlich 8 bis 15 Tage dauernde Konvoischlachten in der mittleren Ostsee zwischen Bornholm und Memel simuliert, wobei bis zu zehn U-Boote einen durch Überwasserstreitkräfte und Flugzeuge gesicherten Konvoi angriffen. Boote wurden erst nach befriedigender Absolvierung dieser Ausbildung zu ihren Frontboot-Flottillen entlassen.

## Flottillenchefs
- Januar 1940 bis November 1941: Korvettenkapitän Ernst Sobe[2]
- Dezember 1941 bis Oktober 1942: Fregattenkapitän Werner Hartmann
- November 1942 bis August 1944: Korvettenkapitän Erich Topp
- August 1944 bis März 1945: Kapitänleutnant Ernst Bauer